# Trichophyton floriforme
Trichophyton floriforme är en svampart som beskrevs av Beintema 1934. Trichophyton floriforme ingår i släktet Trichophyton och familjen Arthrodermataceae.   Inga underarter finns listade i Catalogue of Life.